# Jackass
Jackass é um reality show americano de comédia criado por Jeff Tremaine, Spike Jonze e Johnny Knoxville. Originalmente, foi ao ar por três temporadas curtas na MTV entre outubro de 2000 e agosto de 2001, com reprises estendendo-se até 2002. O show apresentava um elenco de nove fazendo acrobacias e pegadinhas uns com os outros ou com o público. O elenco incluiu Johnny Knoxville, Bam Margera, Chris Pontius, Dave England, Ryan Dunn, Steve-O, Jason "Wee Man" Acuña, Ehren McGhehey e Preston Lacy.
O show foi controverso sobre sua percepção de indecência e encorajamento de comportamento perigoso. Depois que a MTV encerrou as transmissões de Jackass em 2002, ela se tornou uma franquia de mídia, que inclui os spin-offs Wildboyz, Viva La Bam, Homewrecker, Blastazoid, Bam's Unholy Union, Dr. Steve-O, Bam's World Domination e Bam's Bad Ass Game Show; nove longas-metragens lançados pela Paramount Pictures, quatro com versões expandidas em DVD; um jogo eletrônico; um jogo para celular, um DVD de bits inéditos não usados no programa de TV original, um sítio eletrônico de curta duração com blogs e vídeos, mercadorias e vários outros vídeos divulgados por vários outros meios. O programa ficou em 68.º lugar na lista "New TV Classics" da Entertainment Weekly e é uma parte significativa da cultura popular americana dos anos 2000.

## História
Em 1999, nos vídeos da revista "Big Brother Skateboard Magazine", criado por Jeff Tremaine e Rick Kosick descobriram Johnny Knoxville, Dave England, Chris Pontius e Jason Acuña e daí começaram a fazer stunts para os filmes. Jeff convenceu Johnny a gravar suas idéias e outros stunts para os filmes da "Big Brother Skateboard Magazine". Johnny transformou-se rapidamente em sucesso. O "Big Brother" também estava fazendo sucesso, e depois convidaram Bam Margera para fazer parte do grupo. Além de andar de skate, Bam Margera tinha feito alguns filmes:  CKY com os seus amigos.

### Fim da série
Quando o programa foi lançado, no início e término de cada episódio era apresentado um alerta em letras vermelhas que diziam para os telespectadores não repetirem o que eles faziam, mas não surtiu efeito algum. Pouco tempo depois apresentaram a versão modificada do aviso:
| “ | Atenção: as cenas de ação ocorridas neste programa foram feitas por profissionais ou sob a supervisão de profissionais. Portanto, a MTV e os produtores insistem para que não tentem recriar ou reencenar nenhuma das atividades realizadas neste programa. | ” |

 Também não funcionou, a quantidade de fitas recebidas pela MTV foi enorme e o mundo todo exibia notícias em que relatavam acidentes sofridos por adolescentes de 11 a 18 anos, que diziam ser inspirados pelos atores do programa. A série foi alvo de vários debates na sociedade americana, que resultou no fim de Jackass, já anunciado oficialmente pela MTV em 2002, mas eles continuam fazendo muito sucesso graças aos filmes que lançaram.
Hoje, o grupo continua junto e possui seu próprio site. Nele é possível encontrar videos que são feitos pelos criadores e participantes do programa em seus ambientes de trabalho, além de vídeos com todos os quadros exibidos na série de TV e de seus programas referentes Viva La Bam e Wildboyz.
Ryan Dunn, um dos principais astros do programa de TV "Jackass", morreu num trágico acidente automobilístico, ocorrido às 3 horas da manhã do dia 20 de junho de 2011, quando trafegava pela Rodovia West Goshen Township, na Pensilvânia.
O carro em que ele bateu foi um porsche GT2.

## Elenco
- Johnny Knoxville
- Bam Margera
- Ryan Dunn
- Preston Lacy
- Chris Pontius
- Steve-O
- Wee Man
- Dave England
- Ehren McGhehey

## Elenco de apoio
- Brandon DiCamillo (membro do Camp Kill Yourself)
- Loomis Fall
- Brandon Novak
- Raab Himself (membro do Camp Kill Yourself)
- Manny Puig
- Rake Yohn (membro do Camp Kill Yourself)
- Stephanie Hodge

## Música
Na trilha-sonora da série, músicas como "Corona", de The Minutemen, e "If You're Gonna Be Dumb, You Gotta Be Tough", de Roger Alan Wade (primo de Johnny Knoxville), são as mais conhecidas e marcantes.

## Filmes

### Jackass: The Movie
Em 2002, foi feito o Jackass - The Movie, como encerramento da série.
O filme reúne todos os atores da serie num tour pelo mundo. Com  um orçamento de apenas $5 milhões, foi um sucesso que lhes renderam $64 milhões nos Estados Unidos, e foi número 1 nos cinemas durante seu primeiro fim de semana.

### Jackass: Number Two
Em 2006 fizeram um novo filme, Jackass Number Two que chegou em Fevereiro de 2007 no Brasil.

### Jackass 2.5
Lançado em 2007, esse filme contém toda a sujeira que eles não conseguiram mostrar no Jackass Number Two. Jackass 2.5 é tão radical, inacreditável e maluco.

### Jackass - The Lost Tapes
Lançado em 2009, Jackass - The Lost Tapes mostra todos os antigos vídeos, de quando eles eram mais novos, começando suas "carreiras" em Jackass.

### Jackass 3D
Lançado em 2010, Jackass 3D, o primeiro da série em 3D.

### Jackass 3.5
Lançado em 2011, Jackass 3.5 é uma continuação do Jackass 3D, composta de filmagens não utilizadas no Jackass 3D e entrevistas do elenco e da equipe.

### Jackass Presents: Bad Grandpa
Um senhor de 86 anos, Irving Zisman, está em uma jornada por toda a América com o seu neto de oito anos de idade, Billy. Ao longo do caminho, Irving irá fazer o jovem Billy conhecer pessoas, lugares e situações que darão um novo significado de como educamos as crianças.

### Jackass Forever
Jackass para Sempre está programado para ser lançado nos cinemas do Estados Unidos em 4 de fevereiro de 2022 pela ‎‎Paramount Pictures‎‎.
Seu lançamento nos cinemas no Brasil foi cancelado.

## Jogo eletrônico
Jackass: The Game foi desenvolvido pela Sidhe Interactive para PlayStation 2, PlayStation Portable e Nintendo DS. Foi lançado em 2007.